# 547 г. пр.н.е.

## Събития

### В Азия

#### Във Вавилония
- Набонид (556 – 539 г. пр.н.е.) е цар на Вавилония.[1]

#### В Персийската империя
- Цар на Персийската (Ахеменидска) империя е Кир II Велики (559 – 530 г. пр.н.е.).[2]
- Бившите територии в Мала Азия на покорената от Кир Мидия са нападнати от лидийския цар Крез (ок. 560 – 546 г. пр.н.е.), който води продължително и нерешително сражение с персийския цар и е принуден да се оттегли обратно в столицата си Сарди преди началото на зимата. Там той разпуска голяма част от войската си, защото не очаква цар Кир да предприеме военни действия през зимата на 647/6 г. пр.н.е.[3]
- Кир се опитва да привлече гръцките поданици на Крез на своя страна като ги подтиква към бунт.[3]

### В Африка

#### В Египет
- Фараон на Египет е Амасис II (570 – 526 г. пр.н.е).[4]

### В Европа
- Състои се Битката на шампионите между Спарта и Аргос.[5]

## Починали
- Ада-гупи, майка на вавилонския цар Набонид (родена ок. 648 г. пр.н.е.)[6]